# Russell Mark
Russell Andrew Mark, OAM (* 25. Februar 1964 in Ballarat) ist ein ehemaliger australischer Sportschütze in den Disziplinen Trap und Doppeltrap.

## Erfolge
Russell Mark nahm an sechs Olympischen Spielen teil. 1988 belegte er in Seoul im Trap den 15. Rang, vier Jahre darauf wurde er in Barcelona Neunter im Trap. Bei den Olympischen Spielen 1996 belegte er in Atlanta in der Trapkonkurrenz Rang 13. Im Doppeltrap erreichte er mit 141 Punkten das Finale, in dem er 48 weitere Punkte erzielte und mit insgesamt 189 Punkten den ersten Rang belegte. Damit wurde er vor Albano Pera und Zhang Bing Olympiasieger. Auch 2000 in Sydney ging er in beiden Disziplinen an den Start und schloss die Trapkonkurrenz erneut auf dem 13. Platz ab. Mit 187 Punkten beendete er den Doppeltrap-Wettbewerb gemeinsam mit Richard Faulds auf dem geteilten ersten Platz, sodass ein Stechen über den Gewinn der Goldmedaille entschied. Während Mark das dritte Ziel verfehlte, traf Faulds und sicherte sich so den Olympiasieg. Für Mark blieb damit die Silbermedaille. Bei den Spielen 2008 in Peking zog er im Doppeltrap erst nach einem erfolgreichen Stechen gegen drei Konkurrenten als sechster und letzte Schütze in die Finalrunde ein, die er mit 181 Punkten auf Rang fünf abschloss. Seine letzte Olympiateilnahme 2012 in London endete im Doppeltrap mit dem 20. Platz.
Bei Weltmeisterschaften gewann Mark viermal den Titel: 1994 in Fagnano Olona und 1997 in Lima in der Einzelkonkurrenz im Doppeltrap sowie in den Mannschaftswettbewerben 1998 in Barcelona im Doppeltrap und 1999 in Tampere im Trap. Darüber hinaus wurde er zwischen 1989 und 2003 zehnmal Vizeweltmeister, davon zweimal im Einzel und beide Male im Doppeltrap. Die übrigen zweiten Plätze erzielte er mit der Trap- und der Doppeltrapmannschaft. Er gewann zudem eine Bronzemedaille. 1990 gewann Mark bei den Commonwealth Games in Auckland Bronze im Paarwettbewerb im Trap. Zwölf Jahre darauf gelang ihm in Manchester sowohl im Einzel- als auch im Paarwettbewerb im Doppeltrap der Sprung auf den Silberrang. In Melbourne gewann er schließlich 2006 im Paarwettbewerb des Doppeltraps die Goldmedaille.
Für seinen Olympiasieg erhielt er 1997 die Medal des Order of Australia. 2014 beendete Mark seine aktive Karriere, fünf Jahre darauf wurde er in die Sport Australia Hall of Fame aufgenommen. Er ist mit der olympischen Sportschützin Lauryn Mark verheiratet und hat mit ihr drei Kinder.